# Николаевский, Павел Фёдорович
Павел Фёдорович Николаевский (20 июня 1841 — 17 (29) ноября 1899) — историк церкви, профессор русской церковной истории, протоиерей Русской православной церкви.

## Биография
Родился в 1841 году в семье священника Новгородской епархии. Обучался в Новгородской Духовной семинарии (1861) и Санкт-Петербургской Духовной Академии, которую окончил в 1865 году.
В 1865 году рукоположен в пресвитеры Владимирского собора в Петербурге. Магистерское сочинение на тему «Русская проповедь в XV и XVI веках» создало ему репутацию самостоятельного серьёзного исследователя.
Был первым священником отделения несовершеннолетних (в Лесном) Дома милосердия. Преподавал Закон Божий воспитанницам Дома милосердия с 1866 по 1867, служил в храме Преображения Господня.
В 1871 году избран доцентом по кафедре истории Русской Церкви в Санкт-Петербургской Духовной Академии. С 1882 года — экстраординарный и с 1897 года — ординарный профессор по той же кафедре.
С 7 января 1874 года до своей кончины был священником Свято-Троицкой общины сестёр милосердия. 25 лет окормлял женщин, посвятивших свою жизнь делу милосердия.
В 1897 году удостоен степени доктора церковной истории.

## Основные труды
- «Русская проповедь в XV и XVI вв.» («Журнал Министерства Народного Просвещения», 1868, и отдельно магистерская диссертация)
- «Ученые труды Евгения Болховитинова по предмету русской церковной истории» Архивная копия от 30 ноября 2020 на Wayback Machine («Христианское Чтение», 1872, ч. II)
- «Киево-Печерский монастырь в древней России» (ib., 1876, ч. 10, «Учреждение патриаршества в России» Архивная копия от 26 июля 2019 на Wayback Machine (ib., 1879, ч. II)
- «Сношения русских с Востоком об иерархической степени московского патриарха» Архивная копия от 15 мая 2019 на Wayback Machine (ib., 1880, ч. I)
- «Новые данные для истории грамоты Константинопольского патриарха Паисия I к Московскому патриарху Никону» Архивная копия от 26 июля 2019 на Wayback Machine («Христианское Чтение», 1881, № 11-12.)
- "Увещание московского патриарха Иосифа II духовенству о выписке книги святого Иоанна Златоуста «О священстве» и «Жезла правления» (ib., 1881, ч. I)
- «Из истории сношения России с Востоком в половине XVII ст.» Архивная копия от 14 июня 2019 на Wayback Machine (Санкт-Петербург, 1882)
- «Обстоятельства и причины удаления патриарха Никона с престола» Архивная копия от 14 июня 2019 на Wayback Machine («Христианское Чтение», 1883, ч. I)
- «Жизнь патриарха Никона в ссылке и заключении после осуждения его на московском соборе 1666 г.» Архивная копия от 4 августа 2019 на Wayback Machine (Санкт-Петербург, 1886)
- «Материалы для истории русской церкви» Архивная копия от 26 июля 2019 на Wayback Machine («Христианское Чтение», 1885, ч. II)
- «Патриаршая область и русские епархии в XVII в» Архивная копия от 19 сентября 2019 на Wayback Machine («Христианское Чтение», 1888, ч. I)
- «Московский печатный двор при патриархе Никоне» Архивная копия от 5 декабря 2020 на Wayback Machine (ib., 1890, ч. I и II; 1891, ч. I и II)
- «Русская церковь в царствование почившего Государя Императора Александра III» (Санкт-Петербург, 1895)
- «Материалы для истории раскола в XVII в.» Архивная копия от 25 февраля 2021 на Wayback Machine («Христианское Чтение», 1895, ч. II).

## П. Ф. Николаевский о недоверии к грекам и установлении патриаршества
Недоверие русских к грекам намеренно поддерживалось и врагами православия, иезуитами, которые, в видах отклонения западно-русских православных от Константинополя и от Москвы, в XVI в. настойчиво проводили мысль об утрате чистоты веры и церковных порядков греками и сносившимися с ними москвичами. Греческая церковь, писал иезуит Петр Скарга, давно страдала от деспотизма византийских государей и подпала, наконец, самому позорному турецкому игу; турок возводит и низводит патриархов; патриарх и клир отличаются грубостью и невежеством; а в такой рабской церкви не может быть и чистоты веры. От греков переняла веру и порядки и Русь; она сносится с Востоком; оттого и в ней нет чистоты веры, нет чуда Божия, духа любви и единения. Такие отзывы латинян о русской церкви переходили и в Москву; конечно, они не могли нравиться русским, но поддерживали в них нерасположение к грекам и наводили на мысль об ином устройстве церковных иерархических порядков в России, о возвышении русской иерархии не только в собственном сознании, но и в глазах западно-русского православного населения и всего христианского мира.